# 马文瑞
马文瑞（1912年11月4日—2004年1月3日），陕西子洲人，中国共产黨、中华人民共和国政治人物，原副国级领导人。延安抗日军政大学毕业，1926年加入中国共产主义青年团，1928年转入中国共产党，是中共第八届候补中央委员，第十一、十二届中央委员。曾任第六、第七届全国政协副主席，中共陕西省委第一书记，陕西省人大常委会主任等职。
2004年1月3日在北京病逝，享年91岁。

## 生平
马文瑞于壬子年九月二十六日（公元1912年11月4日）出生在陕西米脂县马家阳湾村（今属子洲县）一个家境殷实的农民家庭。祖父马沼兰，父亲马彦举，以种地为生，兼做小买卖。4岁时，母亲离世；7岁时，家道中落；14岁时，开始接触马克思主义。
早在大革命时期，马文瑞就开始参加爱国学生运动；于1926年加入共产主义青年团；1928年11月，当选共青团绥德县委书记；后不久，转为中国共产党党员。此后，历任中共安定县（今子长县）北区区委书记、县委宣传部长、县委书记，中共陕北特委委员、陕北特委南路特派员，共青团陕北特委书记。1935年，马文瑞当选陕甘边区东部地区革命委员会主席，创建赤川、红泉两县的苏维埃政权，时年23岁。1937年，进入延安抗日军政大学学习。
抗日战争时期，马文瑞主要主持陕北西部、陇东地区的工作；期间，曾带职入中央党校学习。自1944年秋，历任中共中央西北局组织部副部长、部长，西北局常务委员，西北局党校校长，西北局纪律检查委员会书记，西北人民监察委员会主任；是当时中共中央西北局的主要领导人之一。
中华人民共和国建国后，1952年冬，在习仲勋调中央工作后，马文瑞晋升为中共中央西北局副书记、兼组织部部长；1954年9月，在国务院成立后，出任中华人民共和国劳动部首任部长；于1956年召开的中共八大上，当选中央候补委员。
“文化大革命”开始后，马文瑞受到迫害；于1966年12月免职；在中共八届十中全会上，被确定为 “习仲勋、贾拓夫、刘景范反党集团”成员；在贾拓夫死后，成为“习、马、刘反党集团”的头目之一。1977年恢复工作，出任国家计划委员会副主任；1977年底，任中共中央党校副校长。
1978年12月，马文瑞回到陕西，出任中共陕西省委第一书记、陕西省军分区第一政治委员；后又当选第五届陕西省人大常委会主任。任职期间，马文瑞主持了全省的拨乱反正工作，争取到拨款整修西安城墙；并于1983年，首次提出在咸阳原空军专用机场旧址，兴建新西安机场。
1984年5月，在全国政协第六届委员会第二次会议上，马文瑞被增补为全国委员会副主席；从此离开陕西，但对陕西工作仍时时关注。并于1988年，连任第七届全国政协副主席，同时兼任政协法制委员会主任。1990年初，和彭真等人倡议并成立了中国延安精神研究会；当年5月，被选举为首任会长。